# Броніслав Горчак
Броніслав Горчак (пол. Bronisław Gorczak; 1854—1918) — польський історик, архівіст і генеалог, член Львівського геральдичного товариства, дослідник роду князів Сангушків і автор численних публікацій.

## Біографія
Народився в 1854 році у Львові. Випускник історичного факультету Львівського університету. У 1876—1881 роках працював в Національній бібліотеці імені Оссолінських (Ossolineum).
У 1881 році був запрошений Романом Даміаном Сангушком, нащадком князівського роду, на посаду зберігача і реставратора архівів Сангушка в маєтку князя в Славуті. З 1881 до 1918 року (фактично до кінця свого життя) Броніслав Горчак досліджував архівні зібрання князів Сангушків, складав і публікував каталоги рукописів, пергаментів, а з 1891 року в його ведення перейшла і князівська бібліотека, яка налічувала понад 25 тисяч томів .
Був одним із засновників Львівського геральдичного товариства в 1906 році .
Броніслав Горчак помер 16 жовтня 1918 року в Славуті.

## Вибрані праці
- Bronisław Gorczak.  — Lwów, 1890. — 601 с. Архівовано з джерела 1 квітня 2022
- Bronisław Gorczak.  — Lwów, 1890. — 686 с. Архівовано з джерела 12 серпня 2021
- Bronisław Gorczak.  — Lwów, 1897. — 600 с. Архівовано з джерела 9 березня 2022
- Bronisław Gorczak.  — 1899. — 1 с. Архівовано з джерела 24 жовтня 2021
- Bronisław Gorczak. Katalog rękopisów archiwum X.X. Sanguszków w Sławucie. — Lwów, 1902. — 488 с.
- Bronisław Gorczak.  — 1912. — 184 с. Архівовано з джерела 24 жовтня 2021